# Atlético Turén
El Atlético Turén  fue un club de fútbol profesional venezolano, establecido en la ciudad de Turén. Para la temporada 2010/11 estaba en la Tercera División de Venezuela, sin embargo, desistió de su participación en el Torneo Clausura 2011. Tras estar fuera durante algún tiempo de las categorías profesionales del fútbol venezolano, regresaba a la competición participando en el Torneo Clausura de la Tercera División de Venezuela de la temporada 2012-2013, con la intención de lograr ingresar nuevamente a la categoría para la temporada 2014 hasta el torneo de adecuación 2015 de la Tercera División Venezolana. Actualmente ha "renacido" con el nombre Internacional Turén.

## Historia
El Atlético Turén, equipo "Cantera" del Fútbol Profesional Venezolano fue fundado el 18 de febrero de 1983 en la ciudad de Turén, Estado Portuguesa "Granero agrícola de Venezuela", bajo la iniciativa de un grupo de colaboradores y antiguos jugadores del "Deportivo Turén" e inmigrantes que llegaron a esta generosa tierra, que iniciaron e inculcaron a la juventud turenense el amor por el fútbol dando origen a una gran afición y a una cantera de jugadores con condiciones naturales.
Su inicio fue en los años sesenta, cuando un grupo de inmigrantes italianos fundó el Colonia Football Club, que ganó el torneo local del estado Portuguesa por 4 años (1961-1964) consecutivos con el entrenador italiano Sante Zenere.
Un gran número de jugadores dieron los primeros pasos en el Atlético Turén para luego formar filas en los diversos equipos del fútbol profesional venezolano y representar al país en sus diversas selecciones. Esta institución se siente orgullosa por su principio fundamental de formar jugadores, labor que viene desempeñando y mantendrá en el futuro con la finalidad de seguir formando, proyectando y aportando jugadores naturales del Municipio Turén y zonas circunvecinas a los diferentes equipos del fútbol profesional venezolano.
Jugadores como: Gilberto Angelucci, Rafaela Angelucci, Germán Ceballo, Rafael Romo, Williams Pacheco, Juan Carlos Pacheco, Pedro Gallardo, Pedro Felipe Camacho, Víctor Valera Orozco, Amleto Bonaccorso, José Camejo, Rondon Dudamel, Óscar "Católico" Rojas y Henry Pernía nacieron y se crearon futbolísticamente en Turén.
Hace unos cuantos años se creó el Atlético Turen de veteranos, casi todos de la Colonia agrícola de Turén, ganando más de 20 torneos locales.
En el 2016 el equipo vendió su cupo al Internacional Turén.

## Estadio
El estadio Víctor Ramos ubicado en Turén era el estadio donde realizaba los partidos como local.